# Mirandol-Bourgnounac
Mirandol-Bourgnounac è un comune francese di 1 099 abitanti situato nel dipartimento del Tarn nella regione dell'Occitania.

## Società

### Evoluzione demografica
Abitanti censiti